# Tupanatinga (ort)
Tupanatinga är en ort i Brasilien.   Den ligger i kommunen Tupanatinga och delstaten Pernambuco, i den östra delen av landet, 1 400 km nordost om huvudstaden Brasília. Tupanatinga ligger 718 meter över havet och antalet invånare är 5 768.
Terrängen runt Tupanatinga är kuperad västerut, men österut är den platt. Runt Tupanatinga är det ganska glesbefolkat, med 26 invånare per kvadratkilometer.. Det finns inga andra samhällen i närheten.
Omgivningarna runt Tupanatinga är huvudsakligen savann.